# Джафаров, Олег Мазахир оглы
Олег Мазахир оглы Джафаров (род. 4 марта 1992, Дмитриевка, Свободненский район, Амурская область, Россия) — российский военнослужащий, в звании капитан. Герой Российской Федерации (2023).
На фотографии документа написано о присвоении звания Героя Российской Федерации Джафарову Олегу Мазахир оглы .

## Биография
Олег Джафаров родился в селе Дмитриевка Свободненского района Амурской области в простой полноценной семье, где выросло двое детей.
Своё детство и юность провёл у себя на родине. После того, как окончил университет, связал жизнь с воинской службой. По состоянию на 2023 год находится на фронте и принимает участие в российском вторжении на Украину.
В Дмитриевке по сей день проживают родители Олега. Мать трудится в местном детском саду, а отец в Юхтинской спецшколе.

## Звания и награды
- Герой Российской Федерации (2023)